# Vrije Universiteit Brussel
Die Vrije Universiteit Brussel anhörenⓘ (deutsch Freie Universität Brüssel) ist die größte niederländischsprachige Universität der belgischen Hauptstadt Brüssel.
Sie ist eine der fünf vom Flämischen Parlament offiziell anerkannten Universitäten und entstand 1970 aus der Spaltung der Université Libre de Bruxelles in einen französischsprachigen und einen niederländischsprachigen Teil. Die VUB-ULB brachten bisher fünf Nobelpreisträger hervor. Sie gilt als eine sehr auf die Forschung bedachte Universität und steht auf Rang 189 weltweit. Damit ist sie in Flandern führend.
Die VUB erstreckt sich über drei verschiedene Campusse in Etterbeek (Elsene), Jette und Kaai (Anderlecht).

## Geschichte
Als Belgien 1830 die Unabhängigkeit erlangte, verfügte das Land über drei Reichsuniversitäten in Gent, Lüttich und Löwen, jedoch über keine Universität in der Hauptstadt. Eine Reihe führender Intellektueller – darunter Auguste Baron und Lambert Adolphe Jacques Quételet – befürworteten die Gründung einer Brüsseler Universität, doch auf staatlicher Seite stieß das Vorhaben wegen der großen finanziellen Belastung auf wenig Enthusiasmus. Als 1834 in Mechelen eine katholische Universität gegründet wurde, gab dies den liberalen Bewegungen neuen Antrieb, die eine freie Universität forderten, die unabhängig von Kirche und Staat sein solle. Auguste Baron, Mitglied der Freimaurerloge Les amis philanthropes, gelang es Pierre-Théodore Verhaegen, den Präsidenten der Loge, von dem Vorhaben zu überzeugen. Nachdem die finanzielle Grundlage durch Spenden sichergestellt war, wurde die Université Libre de Bruxelles am 20. November 1834 eröffnet. Die Anfangszeit erwies sich als schwierig für die junge Universität, die keine staatlichen Hilfen erhielt und ausschließlich auf Spenden und Studiengebühren angewiesen war.
Nachdem der Unterricht zunächst ausschließlich auf Französisch abgehalten worden war, hielt ab 1935 auch das Niederländische Einzug an der Universität. Jedoch wurden erst im Jahr 1963 an allen Fakultäten Kurse auf Niederländisch angeboten. Am 1. Oktober 1969 wurde die Universität schließlich in zwei Schwesteruniversitäten aufgeteilt, die französischsprachige Université Libre de Bruxelles und die niederländischsprachige Vrije Universiteit Brussel. Mit Gesetz vom 28. Mai 1970 wurden die beiden Universitäten offiziell in zwei juristische Personen aufgeteilt.

## Organisation

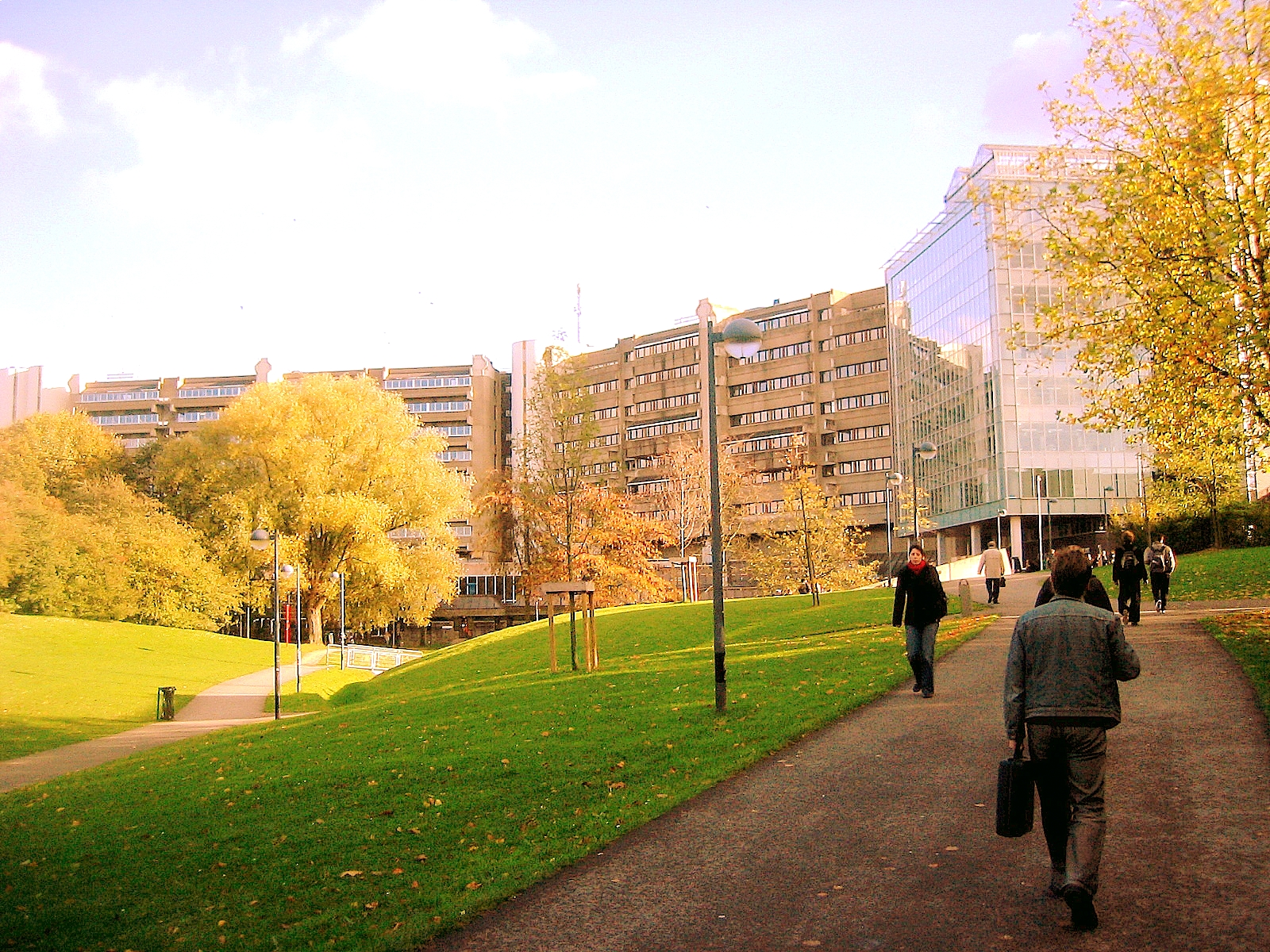
Campus Etterbeek

Die Universität ist frei und konfessionslos. Die leitenden Positionen werden durch Wahl vom akademischen Kollegium besetzt. Jedoch erhält die Universität auch beträchtliche Zuschüsse von der flämischen Regierung, wenn auch weniger als andere flämische Universitäten. Wie an allen flämischen Universitäten sind die Studienprogramme an der VUB als Bachelorstudium und Masterstudium organisiert. Die Studiengebühren variieren, betragen für Vollzeitstudenten aus der EU jedoch in der Regel derzeit etwa 900 Euro pro Jahr. Alle Vorlesungen werden entweder auf Niederländisch oder Englisch abgehalten. Vor allem viele Masterstudiengänge werden auf Englisch angeboten.

## Prinzipien
Die Universität sieht sich als eine offene, tolerante und pluralistische Universität. Ihre zentralen Prinzipien beruhen auf jenen der Allgemeine Erklärung der Menschenrechte und den Prinzipien der freien Forschung. Das letztere wird meist durch ein Zitat des französischen Mathematiker und Philosophen Henri Poincaré unterlegt:

„Das Denken darf sich niemals einem Dogma, einer Richtung, einer Leidenschaft, einem Vorurteil oder was es sonst wäre, unterwerfen mit Ausnahme der Fakten; denn mit seiner Unterwerfung würde es aufhören zu existieren.“

## Campus
Auf dem Hauptcampus im zentralen Stadtteil Etterbeek befinden sich sieben der acht Fakultäten. Am Institut für Europastudien und dem Brüsseler Institut für zeitgenössische China Studien (BICCS) bietet die VUB zudem weiterführende Studiengänge und Fortbildungen an. Auf dem Campus in Etterbeek befindet sich auch die Bibliothek, Computerräume sowie ein Sportzentrum und die Mensa. Die Einrichtungen der Medizin und Pharmazie sowie die Universitäts-Klinik, die UZ Brussel, befinden sich auf dem Campus im nordwestlichen Stadtteil Jette.
Es existieren acht Fakultäten:
| Bachelorstudiengänge | Masterstudiengänge | Master-Aufbauprogramme |
| --- | --- | --- |
| Fakultät für Wirtschaft- und Sozialwissenschaften & Solvay Business School | | |
| - Kommunikationswissenschaften - Politikwissenschaften - Soziologie - Angewandte Wirtschaftswissenschaften - Angewandte Wirtschaftswissenschaften: Wirtschaftsingenieur        | - Betriebswirtschaft - Business & Technology - Kommunikationswissenschaften - Communication Studies - Management - Management Science - Politikwissenschaften - Soziologie - Angewandte Wirtschaftswissenschaften - Angewandte Wirtschaftswissenschaften: Wirtschaftsingenieur - Tourismus | - Economics of International Trade and European Integration - European Integration and Development |
| Fakultät für Medizin und Pharmazie | | |
| - Biomedizinische Wissenschaften - Pharmazeutische Wissenschaften - Medizin | - Biomedizinische Wissenschaften - Pharmazeutische Pflege - Medizin - Medikamentenentwicklung - Management & Politik im Gesundheitssektor - Management, Pflege & Politik im Gesundheitssektor | - Advanced Studies in Human Ecology - Arbeitsmedizin - Disaster Medicine - Gerontological Sciences - Allgemeinmedizin - Industrielle Pharmazie - Jugend und Gesundheit - Manuelle Therapie - Spezialisierte Medizin - Krankenhaus Pharmazie - Krankenhaus Hygiene |
| Fakultät für Ingenieurwissenschaften | | |
| - Ingenieurwissenschaften - Ingenieurwissenschaften: Architektur - Industrielle Wissenschaften                                                                                 | - Applied Sciences and Engineering: Applied Computer Sciences - Architectural Engineering - Biomedical Engineering - Chemical and Materials Engineering - Civil Engineering - Electromechanical Engineering - Electronics and Information Technology Engineering - Ingenieurwissenschaften: - Architektur - Biomedical Engineering - Maschinenbau - Chemie und Material - Elektronik und Informationstechnik - Photonik - Angewandte Informatik - Maschinenbau – Elektrotechnik - International Master of Science in Biomedical Engineering - Photonics Engineering - Physical Land Resources - Photonics (Erasmus Mundus) - Water Resources Engineering | - Nuclear Engineering |
| Fakultät für Kunst und Philosophie | | |
| - Geschichte - Kunstwissenschaften & Archäologie - Sprach- & Literaturwissenschaften (2 Sprachenkombination) - Angewandte Linguistik (1 oder 2 Sprachen) - Philosophie & Ethik | - Geschichte - Kunstwissenschaften & Archäologie - Sprach- & Literaturwissenschaften (min. 1 Sprache) - Übersetzung (1 oder 2 Sprachen) - Dolmetschen (1 oder 2 Sprachen) - Journalistik - Philosophie & Ethik - Linguistics and Literary studies (1 oder 2 Sprachen) | - American Studies - Archiv-Wissenschaft : Cultural Heritage & Records Management (NL) - Literaturwissenschaften - Theaterwissenschaften |
| Fakultät für Sportwissenschaften und Physiotherapie | | |
| - Sport & Bewegungswissenschaften - Rehabilitationswissenschaften & Physiotherapie                                                                                             | - Sport & Bewegungswissenschaften - Rehabilitationswissenschaften & Physiotherapie | |
| Fakultät für Psychologie & Erziehungswissenschaften | | |
| - Agogische Wissenschaften - Psychologie | - Agogische Wissenschaften - Pädagogik - Psychologie | |
| Fakultät für Rechtswissenschaften und Kriminologie | | |
| - Kriminologie - Rechtswissenschaften | - Kriminologie - Rechtswissenschaften | - Internationales & Europäisches Recht - International and European Law - Notariat - Sozialrecht |
| Fakultät für Naturwissenschaften und Bio-Ingenieurwissenschaften | | |
| - Bio-Ingenieurwissenschaften - Biologie - Chemie - Informatik - Physik und Astronomie - Geografie - Mathematik                                                                | - Applied Sciences and Engineering: Computer Sciences - Bio-Ingenieurwissenschaften: Zell- und Genbiotechnologie - Bio-Ingenieurwissenschaften: Chemie & Bioprozesstechnologie - Biologie - Biology - Biomolekulare Wissenschaften - Biomolecular Sciences - Chemistry - Physics and Astronomy - Geografie - Geography - Ingenieurwissenschaften: Informatik - Marine and Lacustrine Science and Management (Oceans and Lakes) - Molecular Biology - Angewandte Informatik - Urban Studies - Mathematik | - Versicherungsmathematik |

Die Fakultäten verfügen über weitreichende Autonomie hinsichtlich der Gestaltung ihres akademischen Angebots; ihre Entscheidungen müssen jedoch dem Statut der Universität entsprechen und von der Zentralverwaltung genehmigt werden.

## Nobelpreisträger
- Henri La Fontaine (1854–1943)
- Jules Bordet (1870–1961)
- Albert Claude (1899–1983)
- Ilya Prigogine (1917–2003)
- François Englert (* 1932)

## Alumni
Einige der ehemaligen Studenten waren:
- André Delvaux (1926–2002), belgischer Regisseur
- Jef Geeraerts (1930–2015), belgischer Schriftsteller
- Louis Tobback (* 1938), belgischer Politiker
- Erik Pevernagie (* 1939), belgischer Maler
- Barthold Kuijken (* 1949), belgischer Flötist und Dirigent
- Jean Bourgain (1954–2018), belgischer Mathematiker
- Johan Vande Lanotte (* 1955), belgischer Politiker
- Ingrid Daubechies (* 1954), belgische Mathematikerin und Physikerin
- Karel De Gucht (* 1954), belgischer Politiker
- Axelle Red (* 1968), belgische Sängerin
- Sébastien Godefroid (* 1971), flämischer Segler und Weltmeister
- Patrik Verstreken, belgischer Neurowissenschaftler